# Big Book Festival

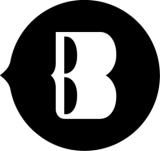
Logo Big Book Festival – Dużego Festiwalu Czytania

Big Book Festival – Duży Festiwal Czytania jest największym międzynarodowym festiwalem literackim odbywającym się w Warszawie i jedynym w Polsce tworzonym samodzielnie przez organizację pozarządową. Festiwal realizuje Fundacja „Kultura nie boli”, którą wspólnie założyły Anna Król oraz Paulina Wilk. Partnerami Fundacji są m.in.: Miasto Stołeczne Warszawa, Fundacja Współpracy Polsko-Niemieckiej, British Council, Centrum Polsko-Rosyjskiego Dialogu i Porozumienia, i kilkanaście wydawnictw. Festiwalowi patronują Marszałek Województwa Mazowieckiego, Burmistrz Dzielnicy Mokotów i Polska Izba Książki.
Big Book Festival odbywa się w Warszawie od 2013 r. i jest najmłodszym międzynarodowym wydarzeniem literackim w Polsce. Co roku gromadzi ponad około 10 tysięcy uczestników, którzy uczestniczą w kilkudziesięciu różnorodnych wydarzeniach literackich. Otrzymał m.in. certyfikat EFFE przyznawany najciekawszym festiwalom w Europie i nagrodę S3KTOR dla najlepszej inicjatywy pozarządowej. Radiowa Trójka i magazyn „Aktivist” uznały go za jeden z najważniejszych festiwali w Polsce, a magazyn „Co Jest Grane” i „Gazeta Wyborcza” nominowały BBF do nagrody dla najlepszego wydarzenia 2015 r. Dotąd gośćmi festiwalu byli m.in. Zadie Smith, Karl Ove Knausgaard, Swiatłana Aleksijewicz, Władimir Sorokin, Boris Akunin, Vedrana Rudan i inni autorzy z 20 krajów.

## Historia festiwalu

### 2013
Pierwsza edycja festiwalu odbyła się w dniach 22–23 czerwca 2013 roku.
Międzynarodowe wydarzenie zgromadziło ponad dziewięćdziesięciu gości. Warszawę odwiedzili pisarze pochodzący z Turcji, Szwecji, Szkocji, Holandii. Gośćmi festiwalu byli m.in.: Peter Kerr, a w wirtualnych hangoutach udział wzięły Elif Şafak i Asa Larsson.
W ciągu dwóch dni festiwalowych odbyło się 55 wydarzeń z udziałem polskich pisarzy współczesnych, artystów, reżyserów, aktorów i muzyków. Festiwal gościł w kilkudziesięciu miejscach w Warszawie, takich jak: Galeria Kordegarda, Kino Iluzjon, Hotel Bristol, Faktyczny Domu Kultury oraz Dworzec Warszawa Centralna.
Pierwszej edycji Big Book Festival towarzyszyło hasło „Papier nie umiera nigdy”, symbolizujące wiarę w trwałość książek, przyszłość literatury w nowych formach oraz artystyczne zastosowanie papierowych materiałów.
Podczas festiwalu zorganizowano m.in. maraton czytania dzieł Sławomira Mrożka z udziałem dwudziestu gwiazd, Ustanowienie Rekordu Świata w liczbie osób czytających na otwartym powietrzu oraz wystawę papierowych zabawek „Paper Toys”.
Zaproszenie do udziału w pierwszej edycji festiwalu przyjęli m.in.: polski dramatopisarz, prozaik i rysownik Sławomir Mrożek, pisarz, scenarzysta filmowy i telewizyjny, dramaturg Kazimierz Orłoś, pisarka, dramaturg, felietonistka Dorota Masłowska, prozaik, dramaturg, eseista i tłumacz literatury pięknej Tomasz Łubieński, pisarz, autor fantastyki Jacek Dukaj, aktorka i piosenkarka Maria Peszek, pisarz Szczepan Twardoch, polski pisarz i publicysta Zygmunt Miłoszewski, aktorka filmowa i teatralna Maria Pakulnis, polski reżyser filmowy Borys Lankosz, pisarz Łukasz Orbitowski, polski filozof religii, historyk religii i eseista, Zbigniew Mikołejko, aktorka Magdalena Cielecka, pisarka, historyk teatru, scenarzystka filmowa i dziennikarka Małgorzata Gutowska-Adamczyk, naukowiec i pisarz Janusz L. Wiśniewski, polski literaturoznawca, krytyk literacki Andrzej Franaszek, reportażysta i fotoreporter Filip Springer, polski ekonomista, profesor Witold Orłowski, dziennikarka i reportażystka Paulina Wilki wielu innych.

### 2014
Druga edycja festiwalu odbyła się w Warszawie 14 i 15 czerwca 2014 roku. W ciągu dwóch dni festiwalowych odbyło się ponad 50 wydarzeń z udziałem światowych pisarzy współczesnych, ekonomistów, artystów, aktorów i muzyków. Wydarzenie zgromadziło 150 gości z Polski i świata i wzięło w nim udział kilkanaście tysięcy uczestników. Wśród gości międzynarodowych znaleźli się m.in.: pisarze Karl Ove Knausgård (Norwegia), Jonas Gardell(Szwecja), Timur Vermes (Niemcy), Gavin Extence (Wielka Brytania); dziennikarze i publicyści: Steven Poole (Wielka Brytania), Sonja Vukovic (Niemcy) i Shana Penn (USA) oraz ekonomista i myśliciel Tomáš Sedláček (Czechy), Jon Worth (Wielka Brytania).
Festiwal gościł w kilkudziesięciu miejscach oraz przestrzeni publicznej w Warszawie, m.in.: w Domu Towarowym Braci Jabłkowskich, Hotelu Bristol, Ambasadzie Szwecji, Domu Artysty Plastyka, Muzeum Anny i Jarosława Iwaszkiewiczów w Stawisku, na Dworcu Śródmieście, Pasaż Wiecha oraz schodach ruchomych nad Trasą WZ.
W drugim roku istnienia festiwalowi towarzyszyło hasło „Tyłem do przodu” symbolizujące połączenie nowoczesnego sposobu myślenia z retro wrażliwością, nowego ze starym oraz przyszłego z minionym. Prezentowane podczas festiwalu wydarzenia były i bardzo nowoczesne i opowiadały o czasie minionym.
Od początku festiwalowi towarzyszy Rekord Świata w liczbie osób czytających na wolnym powietrzu, który w 2013 roku został ustanowiony podczas festiwalu. W 2014 mieszkańcy Warszawy po raz drugi spotkali się, by pobić ustanowiony wynik. W Pasażu Wiecha czytały wspólnie 282 osoby, dzięki czemu pobiły ubiegłoroczny rekord.
Głównym bohaterem literackim Big Book Festival 2014 był Jarosław Iwaszkiewicz, któremu poświęcono kilka wydarzeń, takich jak: literacki retro-piknik na Stawisku, „Iwaszkiewicza sprawy osobiste” – maraton literacki, w trakcie którego dwudziestu artystów i gwiazd czytało utwory Jarosława Iwaszkiewicza oraz książka „Spotkać Iwaszkiewicza. Nie-biografia”, pod redakcją Anny Król – dyrektor programowej Big Book Festival, której premiera odbyła się podczas festiwalu.
Gośćmi festiwalu byli m.in.: polski kompozytor, poeta i prozaik Tymon Tymański, polski ekonomista i polityk Leszek Balcerowicz, niemiecki publicysta Wolfgang Templin, polski aktor Jakub Gierszał, czeski ekonomista i pisarz Tomáš Sedláček, szwedzki pisarz i showman Jonas Gardell, polski pisarz, prozaik i podróżnik Ignacy Karpowicz, polski aktor Robert Więckiewicz, niemiecki pisarz Timur Vermes, dziennikarka i publicystka Sonja Vukoic, polska aktorka Katarzyna Gniewkowska, norweski pisarz Karl Ove Knausgård, polski dziennikarz, publicysta i korespondent Wojciech Jagielski, polski aktor Mariusz Bonaszewski, polski dziennikarz i reportażysta Jacek Hugo-Bader, dziennikarka telewizyjna Barbara Włodarczyk, pisarka, dokumentalistka i dziennikarka Katarzyna Bonda, polski dziennikarz i historyk Michał Cichy, polska pisarka i działaczka społeczna Sylwia Chutnik, brytyjski publicysta Steven Pool, polska dziennikarka Katarzyna Stoparczyk, polski polityk, wicepremier Grzegorz Kołodko, polska projektantka mody Joanna Klimas, polski aktor Łukasz Simlat, polska prezenterka, dziennikarka i lektorka Krystyna Czubówna, polski aktor Grzegorz Damięcki, polska aktorka Olga Bołądź, reportażysta i podróżnik Andrzej Muszyński, historyk i eseista Andrzej Chwalba, polski poeta, prozaik i malarz Jacek Dehnel i wielu innych.

### 2015
Trzecia edycja festiwalu miała miejsce w Warszawie w dniach 12–14 czerwca 2015 roku.
W ciągu trzech dni festiwalowych odbyło się ponad 40 spotkań, warsztatów, gier, spacerów i dyskusji. Gośćmi festiwalu byli znakomici pisarze z kilkunastu krajów oraz Polski.
Zaproszenie do udziału w trzeciej edycji festiwalu przyjęli m.in.: wybitna białoruska reporterka, laureatka literackiej Nagrody Nobla Swiatłana Aleksijewicz, brytyjska pisarka, ikona współczesnej literatury imigranckiej Zadie Smith, kontrowersyjna finlandzka pisarka Sofi Oksanen, polska pisarka Magdalena Grzebałkowska, najbardziej uznany powieściopisarz norweski Lars Saabye Christensen, jeden z najwybitniejszych pisarzy rosyjskich Władimir Sorokin, polska pisarka i dokumentalistka Katarzyna Bonda, polski pisarz Janusz Leon Wiśniewski, powieściopisarz libański, jeden z najważniejszych współczesnych intelektualistów Bliskiego Wschodu Iljas Churi, polska poetka i pisarka Magdalena Parys, indyjski poeta i muzyk Jeet Thayil, polska pisarka Gaja Grzegorzewska, jeden z najmocniej dyskutowanych pisarzy brytyjskich Hanif Kureishi, polski pisarz i dziennikarz Jakub Żulczyk, dziennikarz, pisarz i podróżnik Max Cegielski, brytyjska autorka powieści kryminalnych Sophie Hannah, polski dziennikarz Artur Domosławski, polska pisarka i publicystka Joanna Bator, niemiecki pisarz, rosjoznawca Boris Reitschuster, polska pisarka, satyryk, scenarzystka Maria Czubaszek, i wielu innych.
Trzecia edycja festiwalu odbyła się pod hasłem „Człowiek nie pies i czytać musi”. Bohaterami festiwalu były nie tylko postaci związane z literaturą, ale także psy, towarzyszące im co dzień w czytaniu i pisaniu. Pisarze i dziennikarze: Katarzyna Bonda, Ludwika Włodek, Mariusz Czubaj, Anna Janko, Michał Nogaś oraz Anna Król, wzięli udział w specjalnej sesji zdjęciowej, towarzyszącej festiwalowi i dowcipnie zachęcali do cieszenia się książkami. Festiwalowi towarzyszyła również instalacja ilustrująca długą historię związków ludzi pióra i psów.
Wydarzeniem specjalnymi Big Book Festival 2015 był spektakl multimedialny „Wieczorem. W poszukiwaniu Jerzego Pilcha” w reżyserii Krzysztofa Czeczota. Na pofabrycznym dziedzińcu w samym centrum Warszawy, przy ulicy Hożej 51, nieopodal domu Jerzego Pilcha rozegrało się widowisko, w którym twórcy o pokolenie młodsi od autora, mówiąc własnym językiem zadają te same co pisarz pytania i oswajają podobne lęki. Dialogi narratorów splatają się z cytatami prozy, wywiadów prasowych, a także improwizowaną muzyką, projekcjami wideo oraz fragmentami filmów. Pomysłodawczynią spektaklu i autorką scenariusza jest Anna Król. Udział w widowisku wzięli aktorzy Łukasz Simlat oraz Janusz Chabior muzykę graną na żywo skomponował Adam Walicki.
Po raz pierwszy w ramach wydarzenia powstało miasteczko festiwalowe, na którego terenie odbywały się wszystkie spotkania, warsztaty, a także wydarzenie specjalne – spektakl multimedialny „Wieczorem. W poszukiwaniu Jerzego Pilcha”. Teren dawnej fabryki serów SerWar przy ul. Hożej 51, w samym centrum Warszawy, przemienił się w weekendową wytwórnię myśli i rozmów, w której w ciągu trzech dni zgromadziło się kilka tysięcy czytelników.

### 2016
Czwarta edycja międzynarodowego Big Book Festival odbyła się w dniach 10–12 czerwca 2016 roku w Warszawie. Festiwal, poszukujący co roku nowych, interesujących przestrzeni, gościł w XVIII-wiecznym Pałacu Szustra, wybudowanym na życzenie księżnej Izabeli Czartoryskiej i otaczającym go Parku Morskie Oko.
W programie znalazło się 60 spotkań z udziałem ponad stu gości z Polski i pięciu kontynentów. Wśród gości Big Book Festiwalu pojawili się autorzy m.in. z Nowej Fundlandii – Michael Crummey, Indii – Rana Dasgupta, Argentyny – Martín Caparrós. Z czytelniami spotkali się także Lars Mytting, Kritisna Sabaliauskaitė, Boris Akunin, Steve Sem-Sandberg, Vedrana Rudan czy Yasmina Khadra oraz Jacek Dehnel, Zośka Papużanka, Magdalena Parys.
Festiwalowi towarzyszyło hasło wielka ucieczka | the great escape, symbolizujące podróż w stronę zaskakujących tematów i zwariowanych literackich fascynacji.
Czwartą edycję festiwalu zainaugurował spektakl multimedialny Hamlet#casting na motywach Hamleta Williama Szekspira według scenariusza i w reżyserii Anny Król. Ponad dwudziestu popularnych aktorów i aktorek zmierzyło się z monologiem wszech czasów. „Być albo nie być”. W roli głównej wystąpił Julian Świeżewski. W spektaklu pojawili się także m.in. Piotr Adamczyk, Adam Ferency, Weronika Rosati, Ewa Konstancja Bułhak, Olga Bołądź, Antoni Pawlicki, Bartosz Gelner, Eryk Lubos, Katarzyna Herman, Piotr Rogucki, Grzegorz Damięcki, Przemysław Bluszcz, Mateusz Janicki i wielu innych. Na żywo wystąpili muzycy – Leski i Skubas.
Na festiwalu nie zabrakło rozmów, potyczek literackich, spacerów, czy pogadanek z udziałem m.in.: Józefa Hena, Elżbiety Cherezińskiej, Bogusława Wołoszańskiego, Grażyny Plebanek, Łukasza Orbitowskiego, Justyny Kopińskiej. Po raz czwarty w historii festiwalu czytelnicy bili rekord świata w liczbie osób czytających na wolnym powietrzu.
Wśród nowości festiwalowych pojawiły się przewrotne wydarzenia takie jak „Teleturniej niewiedzy o Henryku Sienkiewiczu” z udziałem profesora Jerzego Bralczyka i Michała Ogórka, słuchowisko „Zuzanna” o zmarłej w 1944 r. poetce – Zuzannie Ginczance w reżyserii Tomasza Cyza oraz działające w czasie festiwalu „Literackie Sanatorium”, przypominające to z „Czarodziejskiej góry” Thomasa Manna.
„Nad Pałacem Szustra unosiła się atmosfera niezwykłej życzliwości, ciekawości świata, chęci poznania. Zmierzch czytelnictwa to mit – na Big Book Festival widać, w jak ogromnym stopniu literatura napędza współczesny świat, jak wiele czerpiemy z niej sensu”.

## Nagrody i wyróżnienia
2013
- Złoty Spinacz w kategorii – event społeczny
- Nominacja w plebiscycie Radiowego Domu Kultury, najciekawszee wydarzenie kulturalne roku

2014
- Nominacja w plebiscycie Radiowego Domu Kultury, najciekawsze wydarzenie kulturalne roku
- Główna nagroda 3Sektor – Grand Prix – najlepsze wydarzenie zrealizowane przez NGO w roku 2014.

2015
- Big Book Festival członkiem EFFE (Europe for Festivals, Festivals for Europe)
- Nagroda 3Sektor 2014 w kategorii Kultura i sztuka
- Nominacja w plebiscycie Radiowego Domu Kultury, najciekawsze wydarzenie kulturalne roku
- Złoty Spinacz – finalista w kategorii Kultura i media dla kampanii promującej BBF 2015 – „Człowiek nie pies i czytać musi”
- Nominacja w konkursie Nocne Marki – dla najlepszego wydarzenia roku
- PIK-owy Laur – nominacja dla Anny Król i Pauliny Wilk w kategorii „Najciekawsza prezentacja książki i czytania w mediach audiowizualnych i elektronicznych”

## Wybrane opinie
- Mrożek na Dworcu Centralnym, Orłoś zaprasza do siebie do domu, tłumy ustanawiają rekord świata w czytaniu. Trwają przygotowania do pierwszej edycji Big Book Festival. Papier nie umiera nigdy[17].
- Ten kto nie wierzy, że w Warszawie można zorganizować wielki festiwal literacki, nich zarezerwuje sobie czas 22 i 23 czerwca. Tego w Warszawie jeszcze nie było[18].
- Aż trudno w to uwierzyć, ale to prawda. W stolicy nigdy wcześniej nie było takiej imprezy – wielkiego święta książek i czytelników! W sobotę i w niedzielę w wielu miejscach Warszawy trwać będzie Big Book Festival. Odbędzie się pod patronatem Trójki, z czego bardzo się cieszymy[19].
- Big Book Festival to najbardziej rock’n’rollowa impreza dla czytających[20]